# Maximum Overload
Maximum Overload è il sesto album in studio del gruppo musicale power metal britannico DragonForce.

## Il disco
Il disco è uscito nell'agosto 2014 ed è stato prodotto da Jens Bogren, alla prima collaborazione col gruppo, che per la prima volta non ha registrato nei propri studi e non ha autoprodotto l'album. Il disco è stato successivamente rilasciato con cinque tracce bonus (sei in Giappone) e un DVD contenente il making-of dell'album.
Le registrazioni sono state condotte a Örebro in Svezia tra il giugno 2013 e il marzo 2014.
All'album ha collaborato Matt Heafy, vocalist dei Trivium.
Si tratta inoltre dell'ultimo album a cui ha partecipato il batterista Dave Mackintosh, che ha lasciato il gruppo il 3 giugno 2014.

## Tracce

### CD
1. The Game (feat. Matt Heafy) – 4:56 (testo: Sam Totman, Marc Hudson – musica: Frédéric Leclercq, Totman)
2. Tomorrow's Kings – 4:13 (testo: Leclercq, Totman – musica: Totman)
3. No More (feat. Matt Heafy) – 3:50 (testo: Leclercq, Totman, Vadym Pružanov – musica: Totman, Leclercq)
4. Three Hammers – 5:50 (Totman, Leclercq)
5. Symphony of the Night – 5:19 (Totman, Leclercq)
6. The Sun Is Dead – 6:34 (Leclercq)
7. Defenders (feat. Matt Heafy) – 5:47 (testo: Totman, Leclercq – musica: Leclercq, Totman)
8. Extraction Zone – 5:06 (Totman, Leclercq)
9. City of Gold – 4:43 (Leclercq, Totman)
10. Ring of Fire (Johnny Cash cover) – 3:15 (Merle Kilgore, June Carter)

Tracce bonus per la Special Edition
1. Power and Glory – 5:06 (testo: Totman, Leclercq – musica: Leclercq, Totman)
2. You're Not Alone – 4:38 (testo: Totman, Hudson – musica: Totman)
3. Chemical Interference – 5:12 (Leclercq)
4. Summer's End – 5:28 (testo: Totman, Leclercq – musica: Leclercq, Totman) – presente solo nell'edizione giapponese
5. Fight to Be Free (Shadow Warriors cover) – 4:45 (Totman)
6. Galactic Astro Domination (strumentale) – 1:32 (Totman, Herman Li)

### DVD
1. Documentary: A New Found Force Incl. Cry Thunder (Live) – 25:18

## Formazione
- Marc Hudson – voce, cori
- Herman Li – chitarra, cori
- Sam Totman – chitarra, cori
- Vadym Pružanov – pianoforte, tastiere, cori
- Frédéric Leclercq – basso, voce death, cori
- Dave Mackintosh – batteria, cori

Collaboratori
- Matt Heafy – voce in The Game, No More e Defenders
- Clive Nolan – cori
- Emily Ovenden – cori